# Ясёнувка (Монькский повет)
Ясёнувка (пол. Jasionówka; устар. Ясеновка) — деревня в Польше, входит в состав Монькского повята Подляского воеводства. Административный центр гмины Ясёнувка. Находится примерно в 16 км к востоку от города Моньки. По оценке 2015 года, в деревне проживало примерно 764 человека. Есть еврейское и католическое кладбища.

## История
В эпоху Речи Посполитой — местечко Бельского повета Подляшского воеводства, ко второй половине XIX века — местечко Белостокского уезда Гродненской губернии. По данным переписи 1897 года насчитывалось 1565 жителей, среди них 1154 еврея.